# Gerard Veldscholten
Gerard Veldscholten   (Weerselo, 19 d'agost de 1959) és un ciclista neerlandès, ja retirat, que fou professional entre 1982 i 1991. El seu èxit esportiu més destacat fou la victòria general al Tour de Romandia de 1988.

## Palmarès
- 1980
  - Vencedor d'una etapa del Tour de Namur
- 1983
  - 1r a Profronde van Almelo
  - Vencedor d'una etapa al Tour de Romandia
- 1984
  - 1r a la Gouden Pijl Emmen
  - 1r al GP Union Dortmund
  - Vencedor d'una etapa al Critèrium del Dauphiné Libéré
  - Vencedor d'una etapa a la Volta a Suïssa
- 1988
  - 1r al Tour de Romandia
- 1991
  - 1r a Profronde van Almelo
  - Vencedor d'una etapa a la Volta als Països Baixos

### Resultats al Tour de França
- 1982. 32è de la classificació general
- 1983. 27è de la classificació general
- 1984. 16è de la classificació general
- 1985. 28è de la classificació general
- 1986. 61è de la classificació general
- 1988. 45è de la classificació general

### Resultats a la Volta a Espanya
- 1985. 13è de la classificació general
- 1986. 31è de la classificació general